# Lónhorn
Lónhorn är en bergstopp i republiken Island. Den ligger i regionen Västfjordarna, 250 km norr om huvudstaden Reykjavík. 
Trakten runt Lónhorn är nära nog obefolkad, med mindre än två invånare per kvadratkilometer. Det finns inga samhällen i närheten. Trakten runt Lónhorn är permanent täckt av is och snö.